# Enter de Gauss

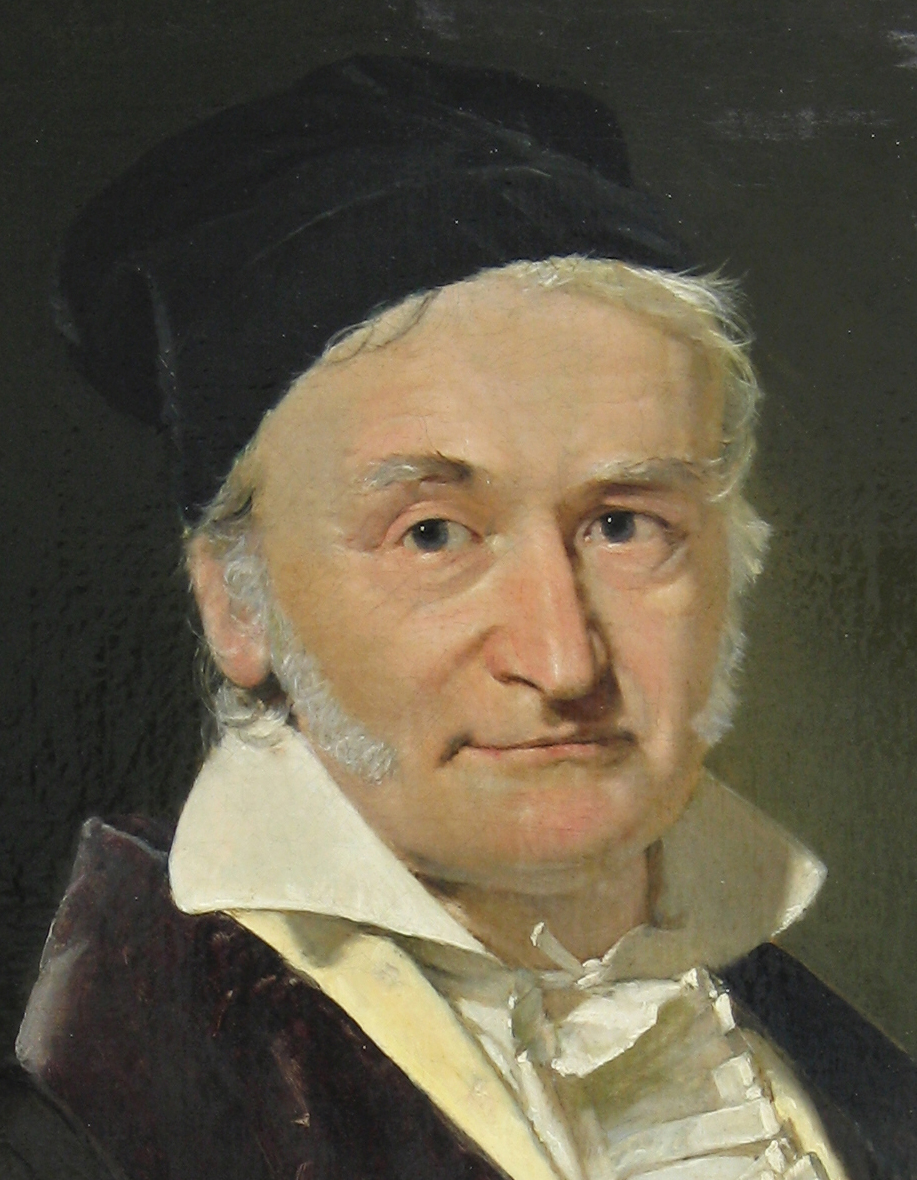
Carl Friedrich Gauß

En matemàtiques, i més precisament en teoria de nombres algebraics, un enter de Gauss és un element de l'anell dels enters quadràtics de l'extensió quadràtica dels racionals de Gauss. Es tracta doncs d'un nombre complex en el que les parts real i imaginària són enters relatius.
El conjunt dels enters de Gauss, proveït de l'addició i de la multiplicació ordinària dels nombres complexos, forma un anell íntegre commutatiu i unitari, generalment notat ℤ[i], on i designa la unitat imaginària. Una estructura d'aquesta naturalesa posseeix nombroses propietats, agrupades sota el nom d'anell de Dedekind. A més, el que és molt més rar, és un anell euclidià i, per tant, factorial.
Els enters de Gauss són àmpliament utilitzats en teoria algebraica de nombres i en aritmètica modular, per exemple per a l'estudi d'equacions diofàntiques, la seva utilització ha permès a Carl Friedrich Gauss demostrar la llei de reciprocitat quadràtica.

## Història

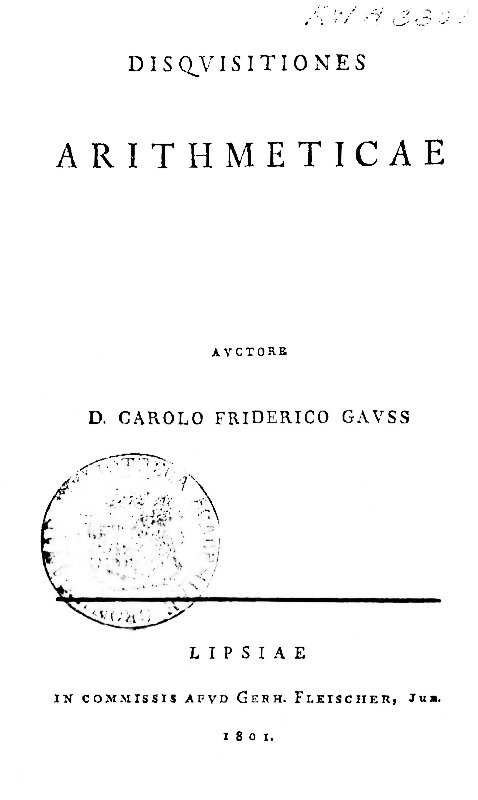
Obra que tracta dels enters de Gauss 1801.

Els enters de Gauss varen ser descoberts mentre Gauss cercava una solució a la qüestió de les congruències dels quadrats estudiada inicialment per Fermat. Euler formalitza la noció de residu quadràtic i conjectura la solució, és a dir la llei de reciprocitat quadràtica. Legendre reprèn el teorema i proposa una demostració incompleta i insuficient.
A l'edat de 18 anys, Gauss demostra el teorema. La demostració es publica tres anys més tard. Considera aquesta llei com la joia de l'aritmètica, dient-li fins i tot el «teorema d'or». Per resoldre aquesta qüestió, descobreix un conjunt: el dels enters que porten el seu nom. Es beneficien de les mateixes propietats aritmètiques que els enters relatius. S'hi troba la divisió euclidiana, l'equivalent del lema d'Euclides, de la identitat de Bézout, dels nombres primers i del teorema fonamental de l'aritmètica. Amb l'ajuda d'aquesta estructura, redemostra el teorema de la suma dels dos quadrats conjecturat per Fermat i demostrat per Euler i obre la via de l'aritmètica modular.
La utilització d'una estructura com la dels enters de Gauss experimenta temptatives de generalització per aplicar-se a cubs o a potències qualssevol. Destaquen el cas dels cubs (vegeu enter d'Eisenstein) o de les potències cinquens (vegeu enter de Dirichlet). El 1847 Gabriel Lamé utilitza un mètode d'extensió brutal i pensa equivocadament haver demostrat l'últim teorema de Fermat. El seu mètode és inoperant, ja que, a diferència dels enters de Gauss, la seva extensió no disposa de la propietat d'unicitat del teorema fonamental de l'aritmètica. Kummer troba una solució que garanteix de nou aquesta unicitat. Aquest mètode permet generalitzar la llei de reciprocitat en nombrosos casos, i prova l'últim teorema de Fermat en tots els casos compresos entre 3 i 100, exceptuats els 37, 59 i 67.
Llavors, l'estudi d'aquest tipus d'estructura és àmpliament desenvolupat per matemàtics com Dedekind o Hilbert i pren el nom de teoria dels anells.

## Definició
Formalment, el conjunt dels enters de Gauss ℤ[i] és l'anell dels enters algebraics del cos dels racionals de Gauss, és a dir el conjunt dels racionals de Gauss del qual el polinomi irreductible normalitzat és de coeficients enters.
Correspon als nombres complexos que poden ser descrits de la manera següent:
{\displaystyle \mathbb {Z} [i]=\{a+bi\;|\;a,b\in \mathbb {Z} \}.}
Les dues definicions són equivalents.

## Primeres propietats

### Estructura d'anell

Graella dels enters de Gauss.

El conjunt dels enters de Gauss proveït de l'addició i de la multiplicació forma un anell.
Aquesta propietat és general en els enters d'una extensió de cos (veure Enter algebraic). És no obstant això senzill verificar aquí que el conjunt és un subanell de l'anell dels racionals de Gauss (tot cos és també un anell):
En tant que subanell del cos dels racionals de Gauss, hereta certes propietats, així l'anell és íntegre i commutatiu. És a més unitari i, per tant, de característica nul·la.
El conjunt pot, a més, ser proveït d'una estructura de Z mòdul, com cada anell d'enters algebraics i es beneficia de les propietats inherents a aquests anells. El mòdul és lliure i de tipus finit. Posseeix doncs una base, aquí la base canònica és (1,i).

### Norma

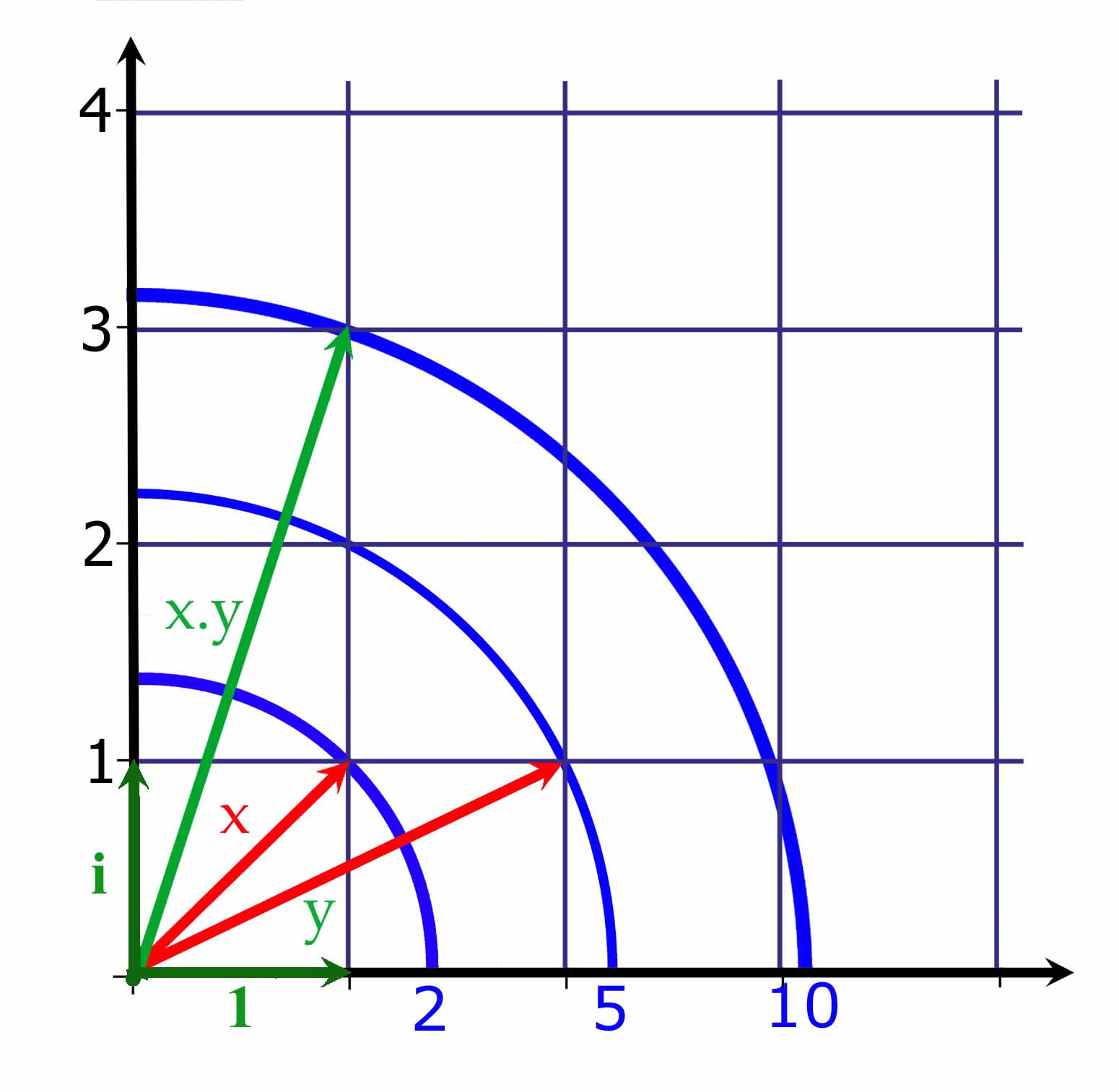
Tres enters de Gauss: 1+i, 2+i i 1+3i.

Com tot anell d'enters algebraics, els enters de Gauss posseeixen una norma. Si N és aquesta norma, es defineix per:
O també
Aquesta norma té una representació gràfica natural, la norma correspon al quadrat del radi del cercle que té per centre l'origen i que passa pel punt que representa l'enter de Gauss en el pla complex. La figura de dreta il·lustra aquest fet, e nombre x igual a 1 + i té norma 2 i y igual a 2 + i té norma 5.
La norma tal com es defineix aquí sembla incoherent amb la d'un espai euclidià, hi manca una arrel quadrada. Els seus orígens són diferents, les generalitzacions de les normes euclidianes apareixen com l'arrel quadrat d'una suma de quadrats en un espai d'una dimensió qualsevol, en el cas de la teoria dels enters algebraica, apareix com una suma de potències n si n és la dimensió de l'extensió. Sota la mateixa paraula, s'amaguen dues nocions diferents, fins i tot si, en el cas particular dels enters de Gauss, les formes són anàlogues.
La norma és un valor enter i sempre positiu. És a més multiplicativa.
El gràfic il·lustra aquesta propietat: x de norma 2 i y de norma 5 donen per producte un enter de Gauss de norma 10.
La norma permet demostrar simplement alguns resultats, per exemple la cerca dels elements invertibles de l'anell. Sigui x un element invertible. Llavors N(x.x-1) = 1 = N(x).N(x-1) per tant la norma de tot element invertible és igual a 1. Recíprocament si x és de norma 1 llavors el seu conjugat és igual al seu invers doncs x és invertible. El grup de les unitats està compost dels quatre elements que tenen una norma igual a u: 1, -1, i, -i.

### Divisió euclidiana

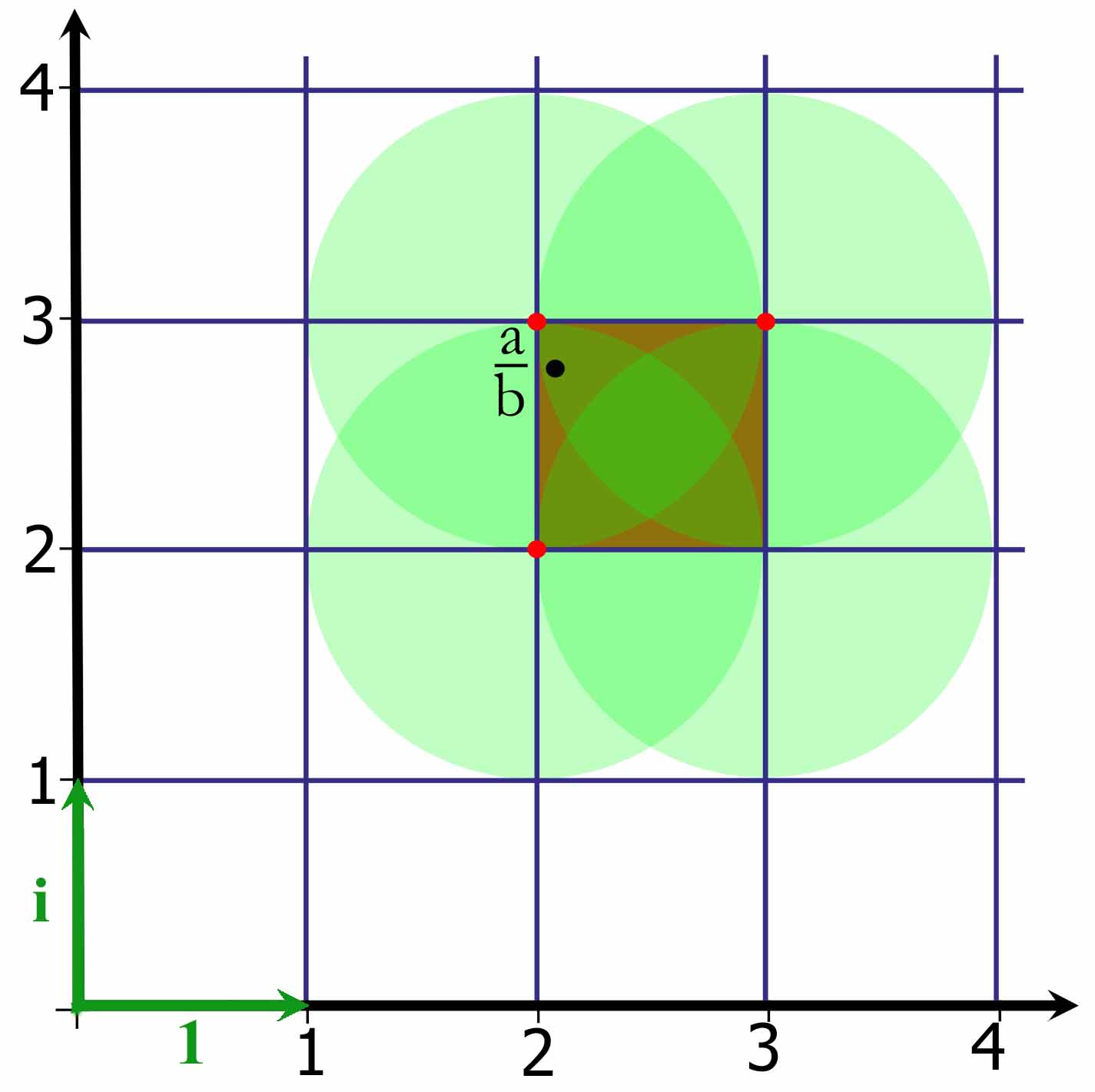
Il·lustatració de la divisió euclidiana entre els enters de Gauss

La norma posseeix una propietat més important: permet definir una divisió euclidiana.
- Siguin a i b dos enters de Gauss i b sia no nul, llavors existeix una parella d'enters de Gauss tal que:

S'Il·lustra la divisió euclidiana amb un exemple :
L'objectiu és trobar un enter de Gauss q prop de a / b. Per proper, s'entén que el residu de la divisió sigui de norma més petita que b. Una altra manera d'expressar la divisió euclidiana és dir que la distància entre a / b et q és estrictament inferior a 1.
En la il·lustració, el quadrat que conté a / b s'indica per un fons vermell. Els quatre vertex del quadrat són llavors candidats a ser solució de la divisió euclidiana. Cada vertex és el centre d'un cercle de radi 1, del qual la intersecció del disc interior amb el quadrat vermell indica la zona on la divisió és possible. Fixeu-vos que tot punt del quadrat queda cobert per almenys un cercle. Més precisament els punts a prop del centre són coberts per quatre cercles, una zona prop de cada vèrtex és coberta per tres cercles, la resta del quadrat, al voltant dels costats, per dos cercles a excepció dels vèrtexs, coberts per un únic cercle.
En conclusió, la divisió euclidiana admet sempre d'una a quatre solucions, la solució és única si i només si a / b és un enter de Gauss. En l'exemple, les tres solucions acceptables són:
La unicitat de la solució no és tan important, els enters de Gauss formen un anell euclidià.

## Aritmètica
La divisió permet construir una aritmètica completa. Es parla llavors d'anell euclidià. Aquesta aritmètica és semblant a la dels enters.

### Anell principal
Un anell principal és un anell del qual tots els ideals són principals. L'anell dels enters de Gauss és principal. Aquesta propietat és verdadera per a tot anell euclidià.
Per donar-se'n compte n'hi ha prou amb considerar un ideal I qualsevol i un element x diferent de 0, amb la norma més petita de I. Si y és un element qualsevol de l'ideal, la divisió de y entre x mostra que el residu, element de l'ideal, posseeix una norma més petita que x, per tant és nul.

### Identitat de Bézout
Com en tot anell euclidià, la identitat de Bézout es generalitza als enters de Gauss. S'expressa de la manera següent:
- Sigui l'equació a.x + b.y = c on a, b i c són enters de Gauss. Sigui d el màxim comú divisor de a i b. Llavors aquesta equació admet solucions a l'anell dels enters de Gauss si, i només si, c és un múltiple de d.

La demostració és elemental, una divisió entre d porta al cas on a i b no tenen divisors comuns diferents dels elements invertibles. El conjunt dels elements z de la forma z = a.x + b.y és un ideal que conté aquell engendrat per a i aquell engendrat per b, és per tant engendrat per un divisor de a i de b, és a dir una unitat. Ara bé l'ideal engendrat per una unitat és l'anell sencer i 1 és solució de l'equació.

### Lema d'Euclides
El lema d'Euclides indica que:
- Si un enter de Gauss a divideix un producte d'enters de Gauss b.c i si a no té de divisors en comuns amb b més que els elements invertibles, llavors a dividideix c.

La demostració és la còpia exacta del cas dels enters relatius. Aquesta propietat és verdadera per a tots els anells euclidians.
Gauss és el primer matemàtic que ha copsat l'abast d'aquest lema. Garanteix la unicitat de la descomposició en factors primers. Aquest lema fa possible l'aritmètic tal com la coneixem en Z. Aquesta és la raó per a la qual pren de vegades el nom de lema de Gauss, tot i que ja era conegut des de fa més de dos mil anys.

### Teorema fonamental de l'aritmètica
El teorema fonamental de l'aritmètica s'enuncia encara exactament com en el cas dels enters relatius:
- Cada enter de Gauss es pot escriure com un producte de nombres primers en els elements invertibles d'una manera única. 

Un nombre primer de Gauss és un element que no admet com a divisor més que el producte d'ell mateix per una unitat o una unitat i que no és una unitat.
Un cop més la demostració és la còpia exacta del cas dels enters relatius, i la propietat és verdadera per a tots els anells euclidians. Aquesta propietat supera el cas dels anells euclidians, per exemple l'anell dels polinomis sobre Z verifica aquesta propietat però no és euclidià. Tal anell es diu un anell factorial.
Un anell que satisfà aquest teorema disposa llavors de les nocions de maxim comú denominador i mínim comú múltiple i el passatge al quocient dona accés a una aritmètica modular d'igual naturalesa que la dels enters relatius.
El coneixement fi d'aquesta aritmètica suposa una capacitat per caracteritzar els nombres primers de Gauss.